# Stroítel
Stroítel (ruso: Строи́тель) es una ciudad de Rusia, capital del raión de Yákovlevo en la óblast de Bélgorod.
En 2021, la ciudad tenía una población de 23 780 habitantes. Desde 2018 es sede de un ókrug urbano, por lo que su ayuntamiento extiende su jurisdicción sobre todo el territorio del raión de Yákovlevo, del que también es capital administrativa. Su territorio municipal anterior a 2018, que se conserva como división únicamente administrativa (desconcentración), incluye como pedanías los jutorá de Rédiny Dvorý, Zhdánov y Zhuravlínoye.
Se ubica en la periferia septentrional de la capital regional Bélgorod, en la salida de la carretera M2 que lleva a Moscú pasando por Kursk, Oriol y Tula.

## Historia
Fue fundada en 1958 como un asentamiento para los constructores de una mina de hierro en el término municipal de Yákovlevo del entonces raión de Tomarovka. En su origen no tenía realmente un topónimo: "Stroítel" significa en ruso simplemente "Constructor", haciendo referencia a que era el poblado de los constructores. En 1960 se le dio el estatus de asentamiento de tipo urbano. En 1965 se reorganizaron los raiones de la óblast y Stroítel pasó a ser capital distrital; sin embargo, la idea de que su topónimo era provisional hizo que se le diera el nombre del pueblo sobre cuyo territorio se construyó: raión de Yákovlevo. En las décadas siguientes creció notablemente, pero no en base a la mina (que no comenzó a extraer hierro en condiciones industriales hasta 2005) sino a su buena ubicación por carretera, a su cercanía a Bélgorod y a su estatus de capital de raión. Debido a ello, se le dio el estatus de ciudad en el año 2000.